# Br’er
Br’er (bzw. auch kurz Brer) ist im Slang bzw. Dialekt der Afroamerikaner aus dem Süden der USA die Bezeichnung für Bruder (brother). Sie wird gewöhnlich einem Namen vorangestellt, wie z. B. bei Br’er Jones.
Br’er Rabbit (dt. etwa: Meister Lampe, der schlaue Hase) beispielsweise ist eine bekannte Tricksterfigur aus den Märchen der Südstaaten der USA, die ihre Wurzeln in afrikanischen Geschichten hat. Sie ist bekannt für ihre Schlauheit und ihre Fähigkeit, sich aus schwierigen Situationen herauszumogeln, indem sie ihre Gegner durch ihre List überlistet.
Weitere der Figuren der Märchen der Südstaaten der USA, denen ein Br’er vorangestellt ist, sind die beiden oft zusammen auftretenden Figuren Br’er Fox und Br’er Bear (Bruder Fuchs und Bruder Bär) sowie Br’er Wolf (Bruder Wolf) und Br’er Anancy, eine weitere Tricksterfigur (west)afrikanischen Ursprungs.